# Heterolocha lonicerae
Heterolocha lonicerae är en fjärilsart som beskrevs av Louis Beethoven Prout 1926. Heterolocha lonicerae ingår i släktet Heterolocha och familjen mätare. Inga underarter finns listade i Catalogue of Life.